# يوليوس ستراوس
يوليوس ستراوس (بالإنجليزية: Julius Strauss)‏ هو مصور أمريكي، ولد في 1857، وتوفي في 1924.